# Jan Goliński (1894–1967)

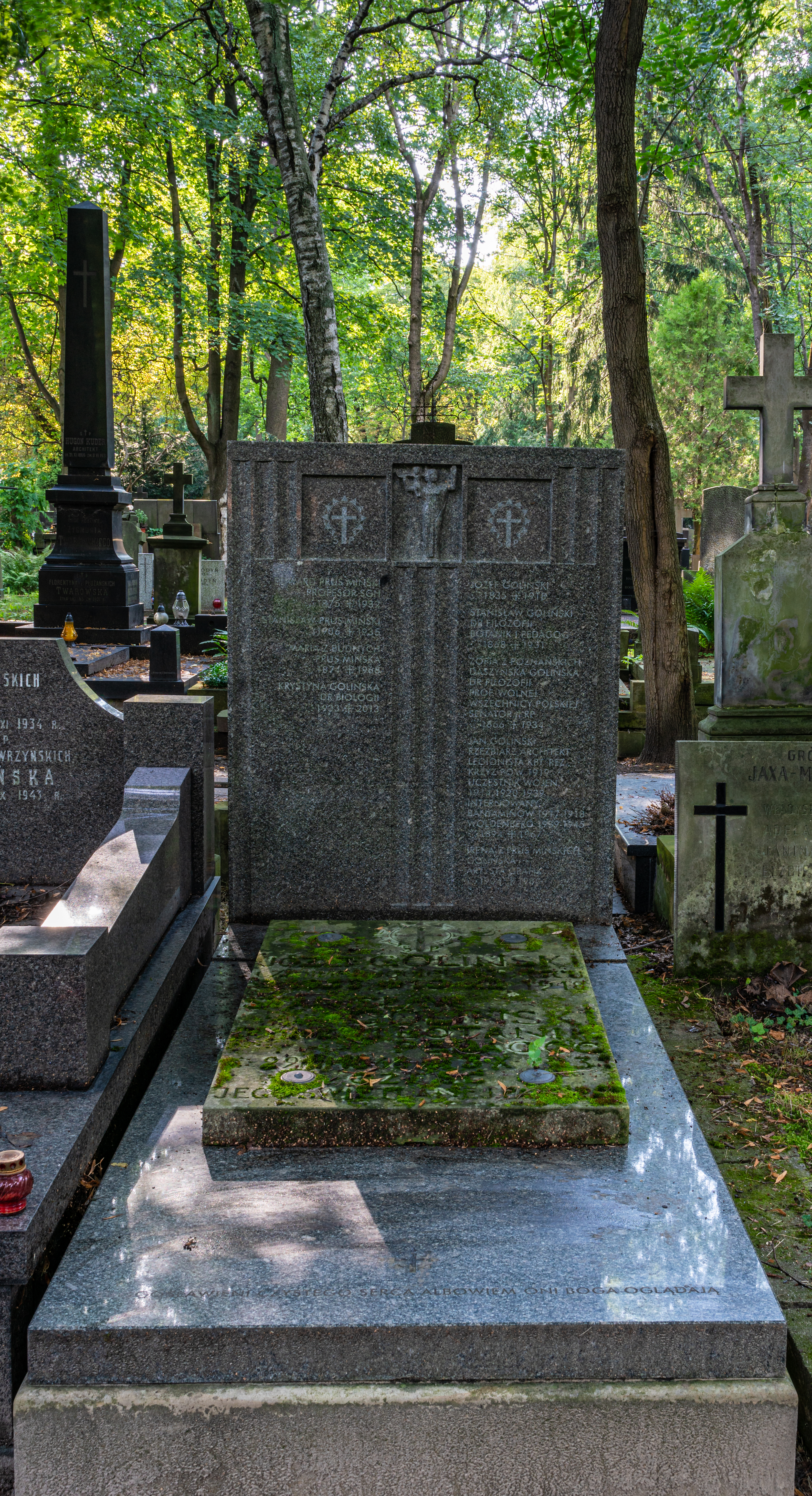
Grób rodzinny Jana i Zofii Golińskich na cmentarzu Powązkowskim

Jan Goliński (ur. 8 lipca 1894 w Warszawie, zm. 20 maja 1967) – polski rzeźbiarz, plastyk i architekt.

## Życiorys
Urodził się 8 lipca 1894 w Warszawie , w rodzinie Stanisława (1868–1931) i Zofii z Poznańskich primo voto Daszyńskiej (1860–1934). Był wychowankiem Akademii Sztuk Pięknych w Krakowie.
W czasie I wojny światowej w Legionach Polskich. Awansował na chorążego (9 października 1914) i podporucznika artylerii (1 listopada 1916). 2 grudnia 1918 został przyjęty do Wojska Polskiego z byłych Legionów Polskich i mianowany porucznikiem w artylerii. 17 września 1919 został przeniesiony z Komendy Placu Nowy Targ do Dowództwa Okręgu Generalnego „Lwów” na stanowisko kierownika Ekspozytury Oddziału I. 9 września 1920 został zatwierdzony z dniem 1 kwietnia 1920 w stopniu kapitana, w artylerii, w grupie oficerów byłych Legionów Polskich. Pełnił wówczas służbę w Naczelnym Dowództwie Wojska Polskiego. 8 stycznia 1924 został zatwierdzony w stopniu kapitana ze starszeństwem z 1 czerwca 1919 i 96. lokatą w korpusie oficerów rezerwy artylerii. W 1922 posiadał przydział w rezerwie do 1 Pułku Artylerii Polowej Legionów w Wilnie, w 1923 do Dywizjonu Artylerii Zenitowej w Warszawie, a od 1924 do 1 Pułku Artylerii Przeciwlotniczej w Warszawie.
Był członkiem grupy "Fresk", która propagowała użycie polichromii w dekoracji nowych kościołów oraz gmachów publicznych. Wziął udział w wystawie zbiorowej tej grupy w 1932 i zaprezentował na niej projekt malowidła zatytułowany "Zabawa".
W roku 1935 ukończył studia na Wydziale Architektury Politechniki Warszawskiej i pracował na tej uczelni w latach 1933-1939.
W 1927 brał udział w spotkaniu założycielskim Stowarzyszenia Architektów Polskich w mieszkaniu Bohdana Pniewskiego. W 1928 zaprojektował Pawilon Hut Szklanych na Państwową Wystawę Krajową w Poznaniu, zorganizowaną w 1929. W trakcie tej wystawy zaprezentował także swoje projekty wnętrz dostosowanych do osoby w niej zamieszkującej. Był także autorem pomnika Zjednoczenia Ziem Polskich w Gdyni z 1931 - projekt ten był rzeźbą w formie latarni morskiej zwieńczonej figurą Matki Boskiej (pomnika ostatecznie nie zrealizowano). Projekt zajął drugie miejsce, a rzeźbę w zmienionej formie wykorzystano do wykonania figury Matki Boskiej z Dzieciątkiem na warszawskim Boernerowie, ufundowanej w 1933 przez Ministerstwo Poczt i Telegrafów.
W jego dorobku przeważają realizacje rzeźbiarskie: rzeźba jelenia św. Huberta wieńcząca wieżę pawilonu łowiectwa na Powszechnej Wystawie Krajowej w Poznaniu oraz płaskorzeźby nad wejściem do hali przemysłu ciężkiego również z tej ekspozycji. W Warszawie zrealizowano płaskorzeźby jego autorstwa zdobiące gmach Banku Rolnego przy ul. Nowogrodzkiej (budynek proj. Mariana Lalewicza z 
1928), grobowiec rodziny Rettingerów i Łęckich na cmentarzu Powązkowskim z 1931, płaskorzeźbę syrenki na wschodniej fasadzie Zakładu Filtrów Pospiesznych na terenie Stacji Filtrów (róg ulic Krzywickiego i Filtrowej – alegorie pragnienia i czystości oraz Syrenka) oraz orła na budynku urzędu telekomunikacji przy ul. Nowogrodzkiej 45. Brał także udział w konkursie na pomnik Juliusza Słowackiego we Lwowie (1925), w którym zajął trzecie miejsce.
Jego projekty wnętrz zostały pokazane także na wystawie w Instytucie Propagandy Sztuki w 1936 na wystawie "Sztuka Wnętrza i Hafciarstwa" zorganizowanej z okazji 10. rocznicy założenia Spółdzielni "Ład". Był on także członkiem zarządu Instytutu Propagandy Sztuki.
W czasie kampanii wrześniowej 1939 dostał się do niemieckiej niewoli . Przebywał kolejno w Oflagu IX B Weilburg, Oflagu XI A Osterode i Oflagu II C Woldenberg (od 31 lipca 1940) .
Pochowany został na cmentarzu Powązkowskim w Warszawie, kwatera 196, rząd 5, numer grobowca 11.

## Ordery i odznaczenia
- Krzyż Niepodległości – 2 sierpnia 1931 „za pracę w dziele odzyskania niepodległości”[19]
- Krzyż Walecznych[2]

## Realizacje

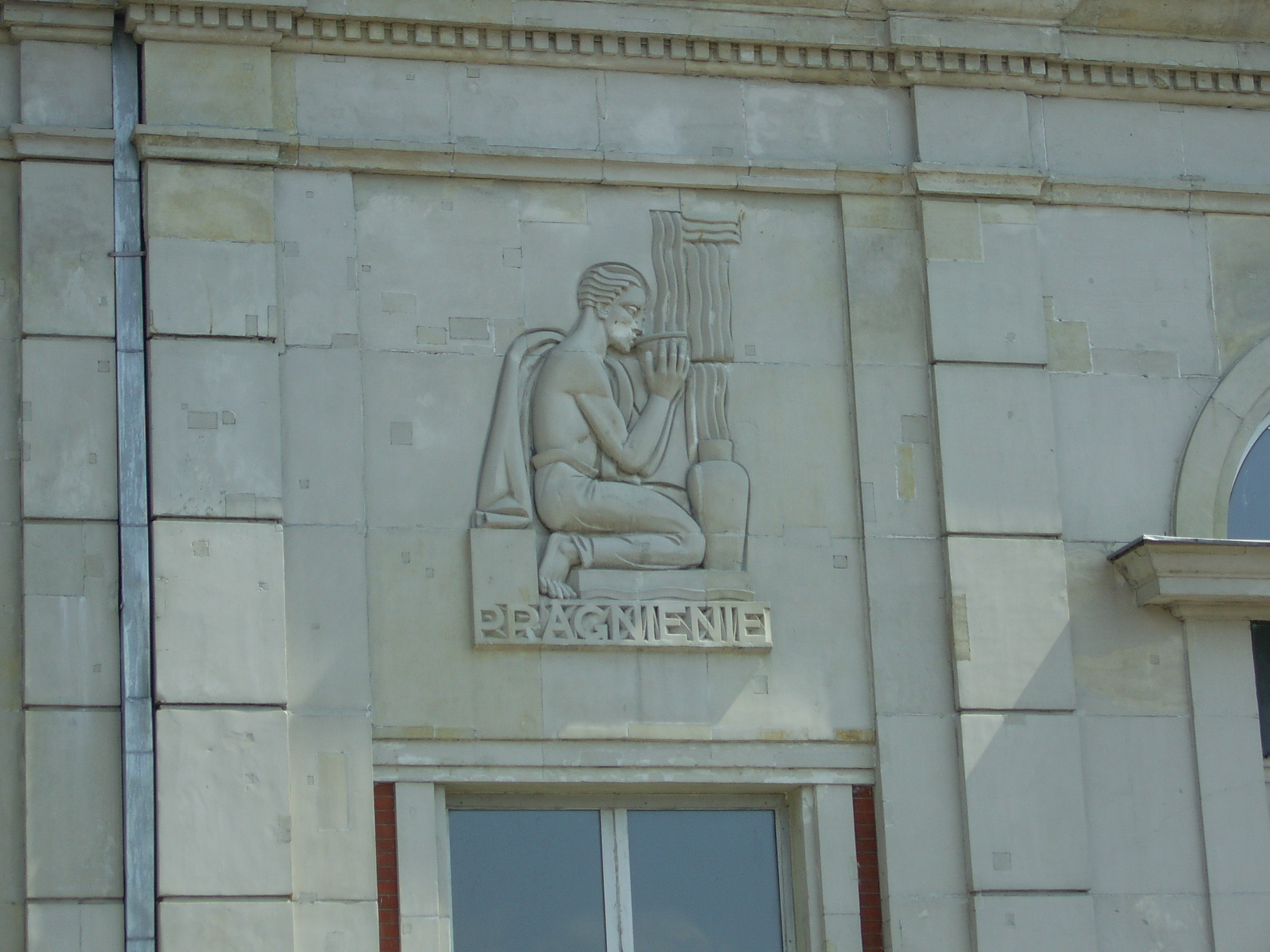
Alegoria pragnienia na fasadzie Zakładu Filtrów Pospiesznych
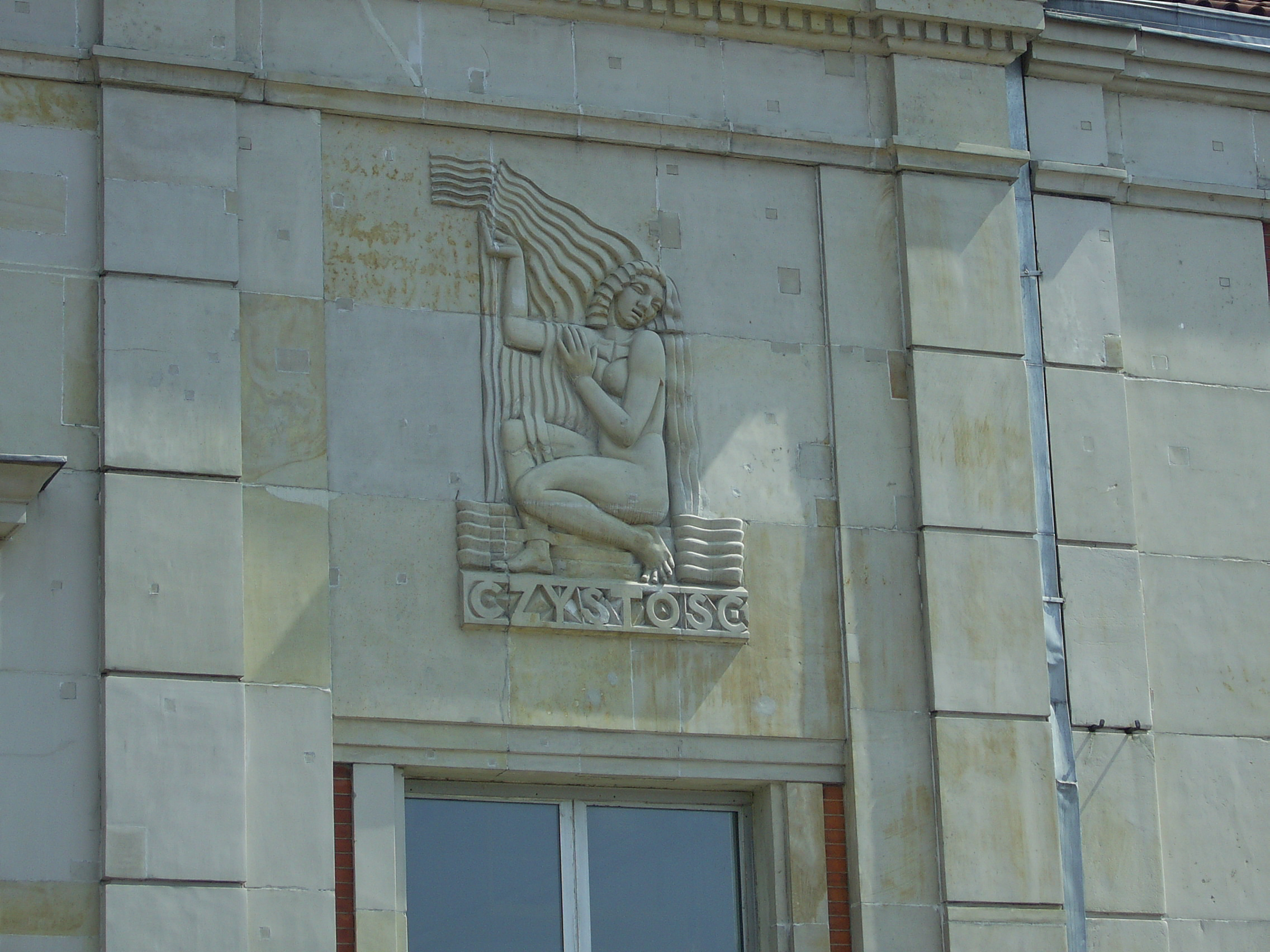
Alegoria czystości
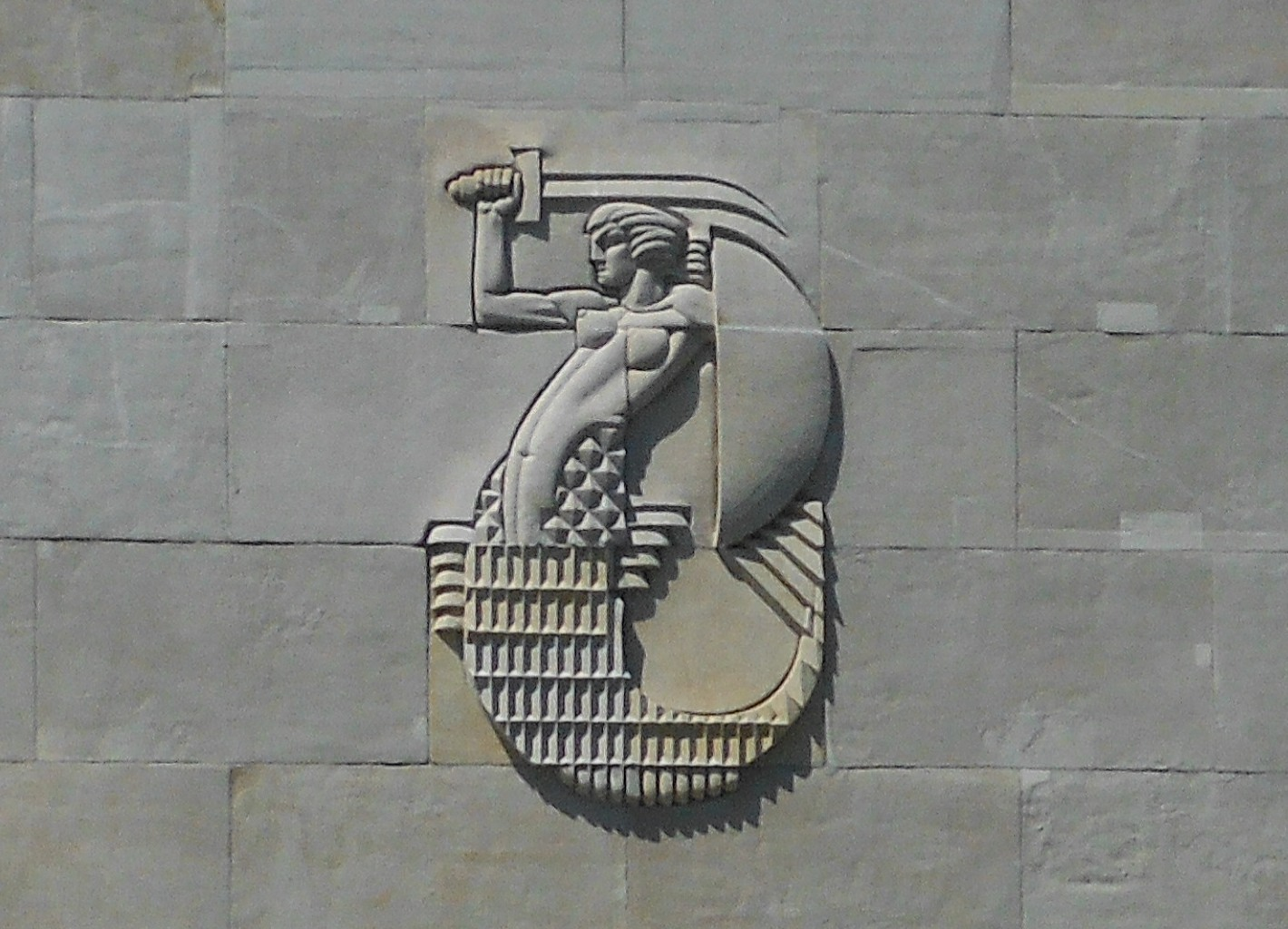
Syrenka
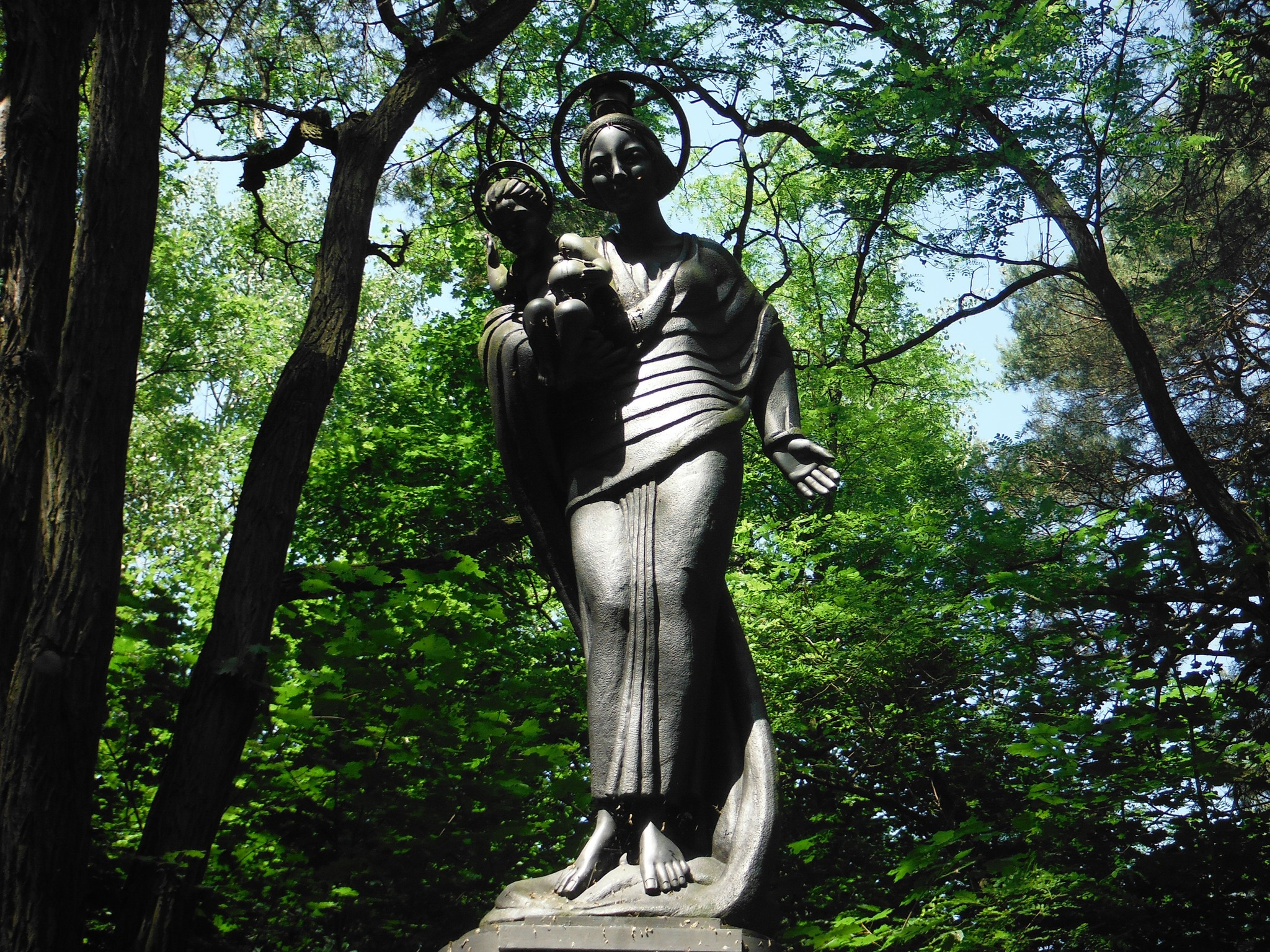
Figura Matki Bożej